# Daurlong

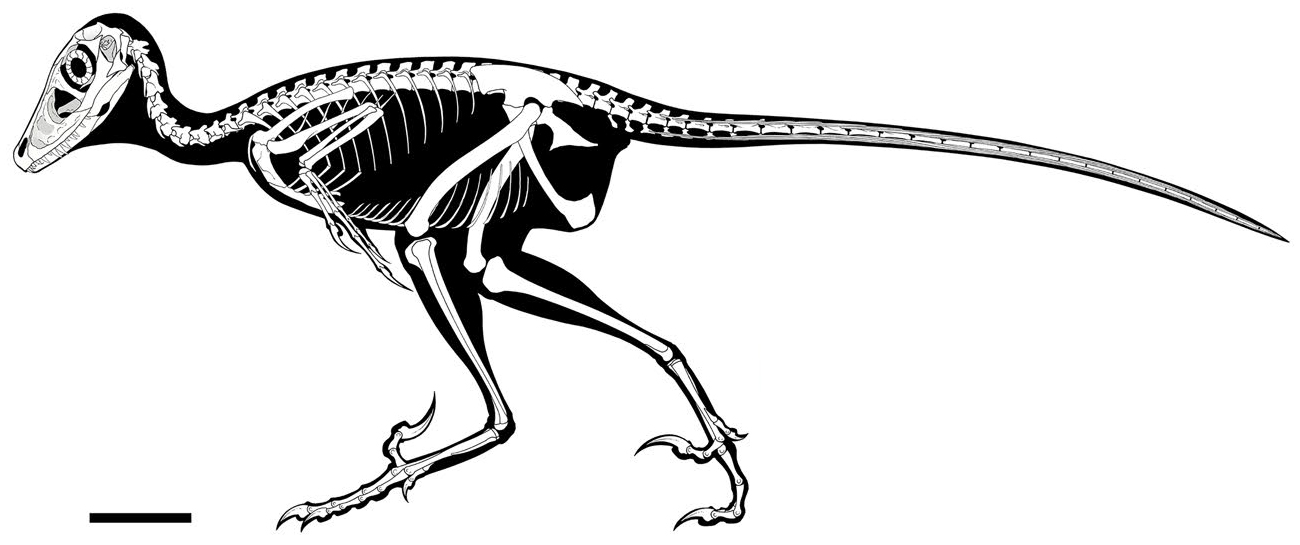
Daurlong wangi

Daurlong wangi is een vleesetende theropode dinosauriër, behorende tot de Maniraptora, die tijdens het vroege Krijt leefde in het gebied van het huidige Volksrepubliek China.

## Naamgeving
Op de Duivenheuvel in het autonome vendel van de Morin Dawa Daur in Binnen-Mongolië werd het skelet gevonden van een kleine theropode.
In 2022 werd de typesoort Daurlong wangi benoemd en beschreven door Wang Xuri, Andrea Cau, Guo Bin, Ma Feimin, Qing Gele en Liu Yichuan. De geslachtsnaam verbindt een verwijzing naar de stam van de Daur met een Chinees long, 龙, "draak". De soortaanduiding eert  Wang Junyou, de directeur van het Inner Mongolia Museum of Natural History.

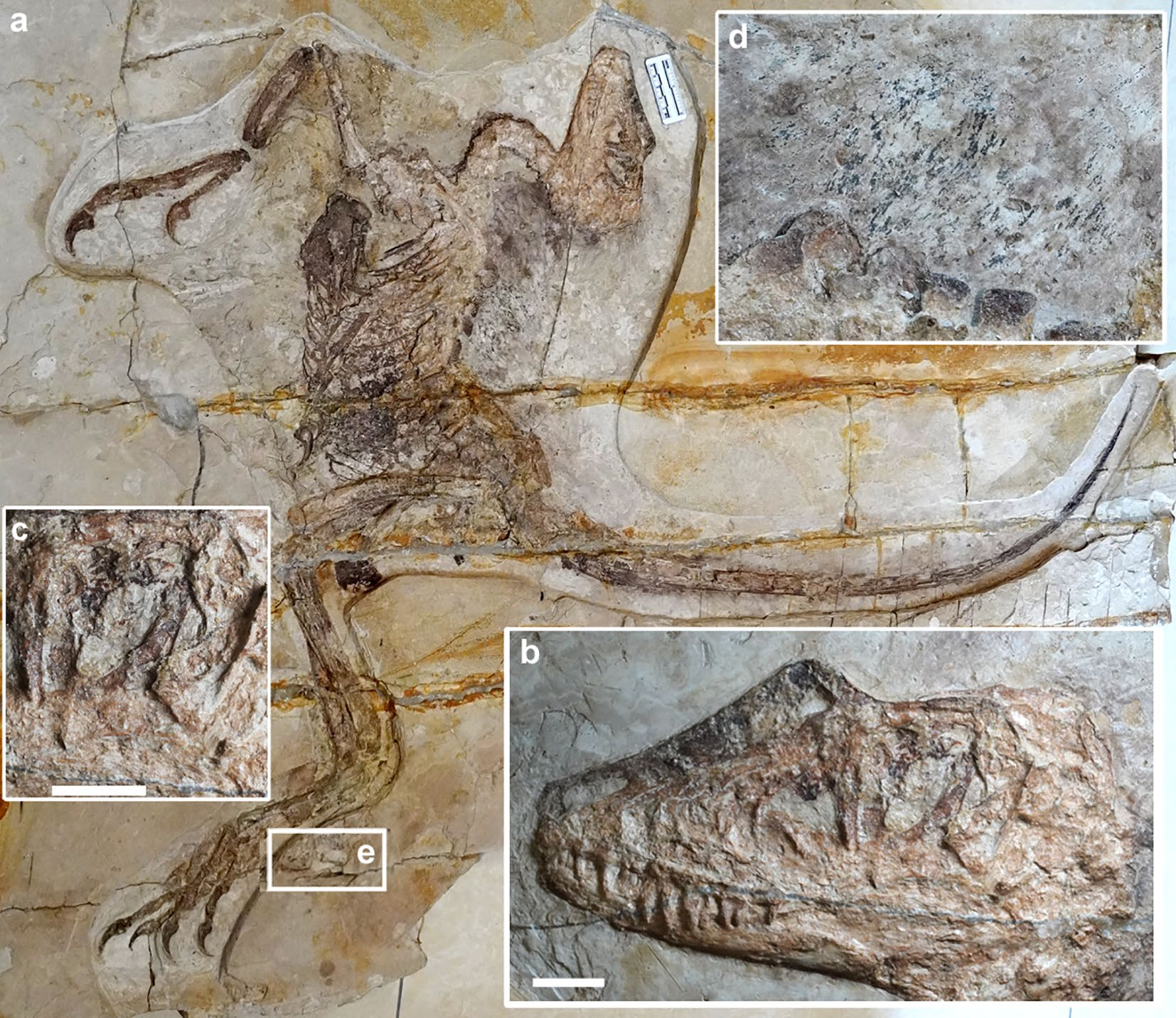
Het holotype

Het holotype, IMMNH-PV00731, is gevonden in een laag van de Longjiangformatie die dateert uit het Aptien. Het bestaat uit een vrijwel compleet skelet met schedel, platgedrukt op een plaat. Naast de afdruk van een kikker bij de middenvoet, bewaart de plaat de gedeeltelijke weke delen van het spijsverteringskanaal, een uiterst zeldzame vondst. Verder zijn delen van het verenkleed zichtbaar.

## Beschrijving

### Grootte en onderscheidende kenmerken

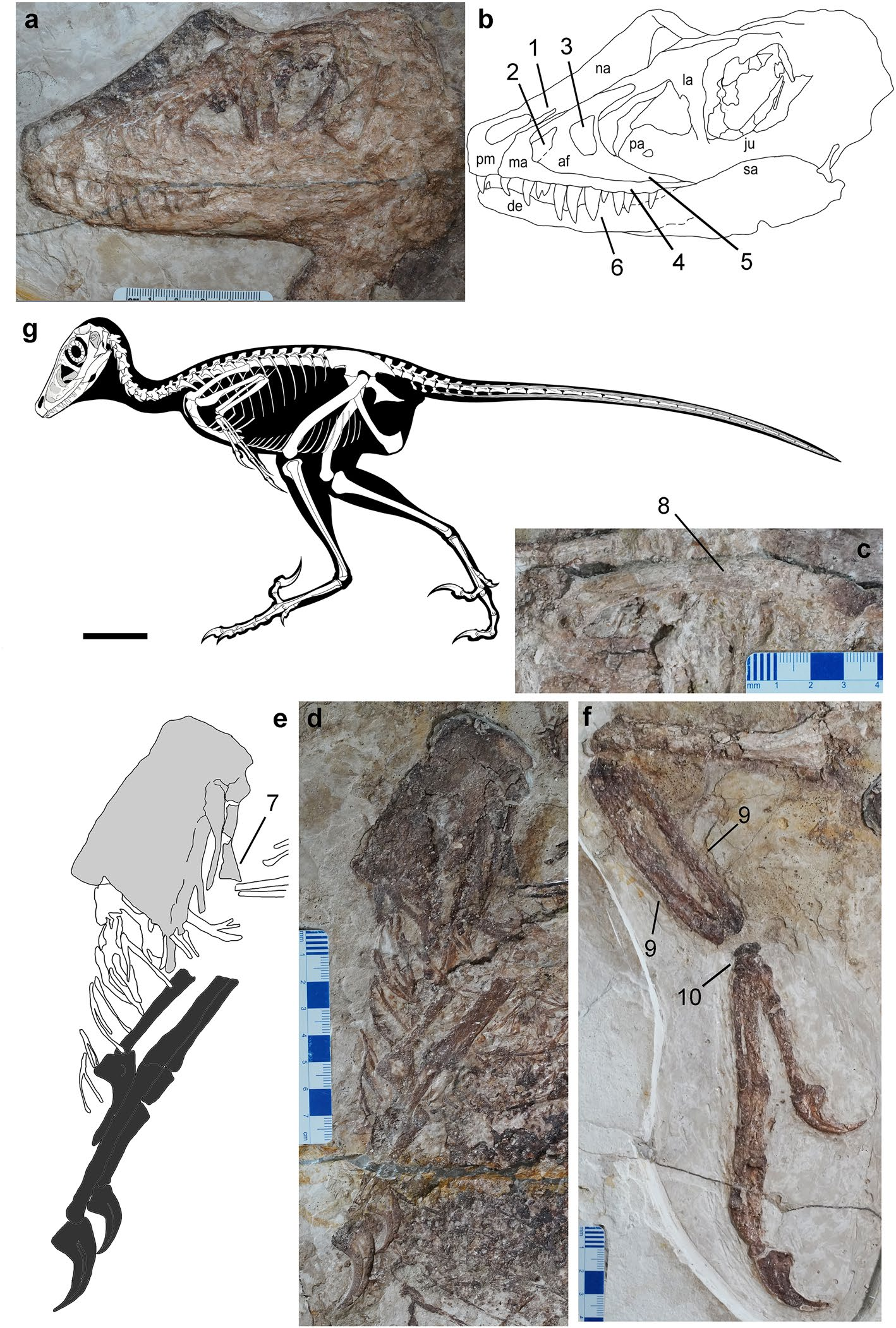
Enkele onderscheidende kenmerken

Het holotype heeft een lengte van ongeveer anderhalve meter.
De beschrijvers wisten enkele onderscheidende kenmerken vast te stellen. Sommige daarvan zijn autapomorfieën, unieke afgleide eigenschappen. In de voorste onderhoek van de uitholling rond de fenestra antorbitalis bevindt zich een grote trapeziumvormige fenestra promaxillaris. De fenestra maxillaris daarachter is groot, ondiep en vrij achteraan en bovenaan geplaatst zodat de beenbalk tussen de fenestra promaxillaris en de fenestra maxillaris, de pila promaxillaris, breder is dan de balk tussen die laatste opening en de fenestra antorbitalis, de pila interfenestralis. Het bovenste uiteinde van de eerste sternale rib is waaiervormig.
Verder is er een unieke combinatie van twee kenmerken die op zich niet uniek zijn. De opgaande tak van de praemaxilla die onder het neusgat doorloopt strekt zich veel verder naar achteren uit dan het neusgat. De onderste botwand van het bovenkaaksbeen verdiept zich tredevormig in de uitholling rond de fenestra antorbitalis.
Daurlong verschilt van zijn zustersoort Zhenyuanlong in de langere premaxillaire tak onder het neusgat, het ontbreken van een tak met putjes onder de uitholling rond de fenestra antorbitalis, een onderrand van de uitholling rond de fenestra antorbitalis die tredevormig is in plaats van abrupt. de hogere positie van fenestra promaxillaris, de afwezigheid van een duidelijk holle achterrand van de maxillaire tanden, een gebogen schouderblad, een robuuster spaakbeen en een bredere overlapping van het halvemaanvormige polsbotje over het tweede middenhandsbeen.

### Skelet

#### Kop
De schedel is zeventien centimeter lang. De snuit is relatief kort en spits. Het neusgat is vrij klein en druppelvormig, schuin naar achteren omhoogstekend. De oogkas is eivormig. De scleraalring is vrij groot. De onderrand van het bovenkaaksbeen is vrij kort, hoog en driehoekig. Hoog is ook de fenestra antorbitalis, welke opening twee derden van het bovenkaaksbeen beslaat. Net als bij Zhenyuanlong ligt de voorrand boven de tweede maxillaire tand, een meer voorwaartse positie dan bij andere dromaeosauriden. De fenestra promaxillaris is groot en zoals typisch is bij dromaeosauriden van de Jeholbiota. De bovenrand loopt schuin naar achteren op. Het voorhoofdsbeen levert een grote bijdrage aan de oogkas. Bij het postorbitale loopt de voorste tak schuin op, een stompe hoek vormend met de achterste tak die zelf haaks staat op de neergaande tak. De achterste schedelelementen zijn slecht bekend door compressie.
De onderkaak is achtmaal langer dan hoog, een matige waarde. De onderkaak heeft een normaal bovenprofiel voor basale dromaeosauriden: vooraan wat naar beneden gebogen en achteraan recht. De onderrand loopt vooraan taps naar boven en ook achteraan buigt die naar boven zodat een bolle curve over de totale lengte. Ook hier zijn weer de achterste botten beschadigd.
De enige bewaarde tand in de praemaxilla heeft geen kartelingen, is vrij spits en iets naar achteren gebogen. Er staan elf tanden in het bovenkaaksbeen. De middelste zijn het langst. De maxillaire tanden zijn vrij recht en hebben dichte kartelingen aan het spits. De minstens zes dentaire tanden in de onderkaak zijn duidelijk kleiner.

#### Postcrania

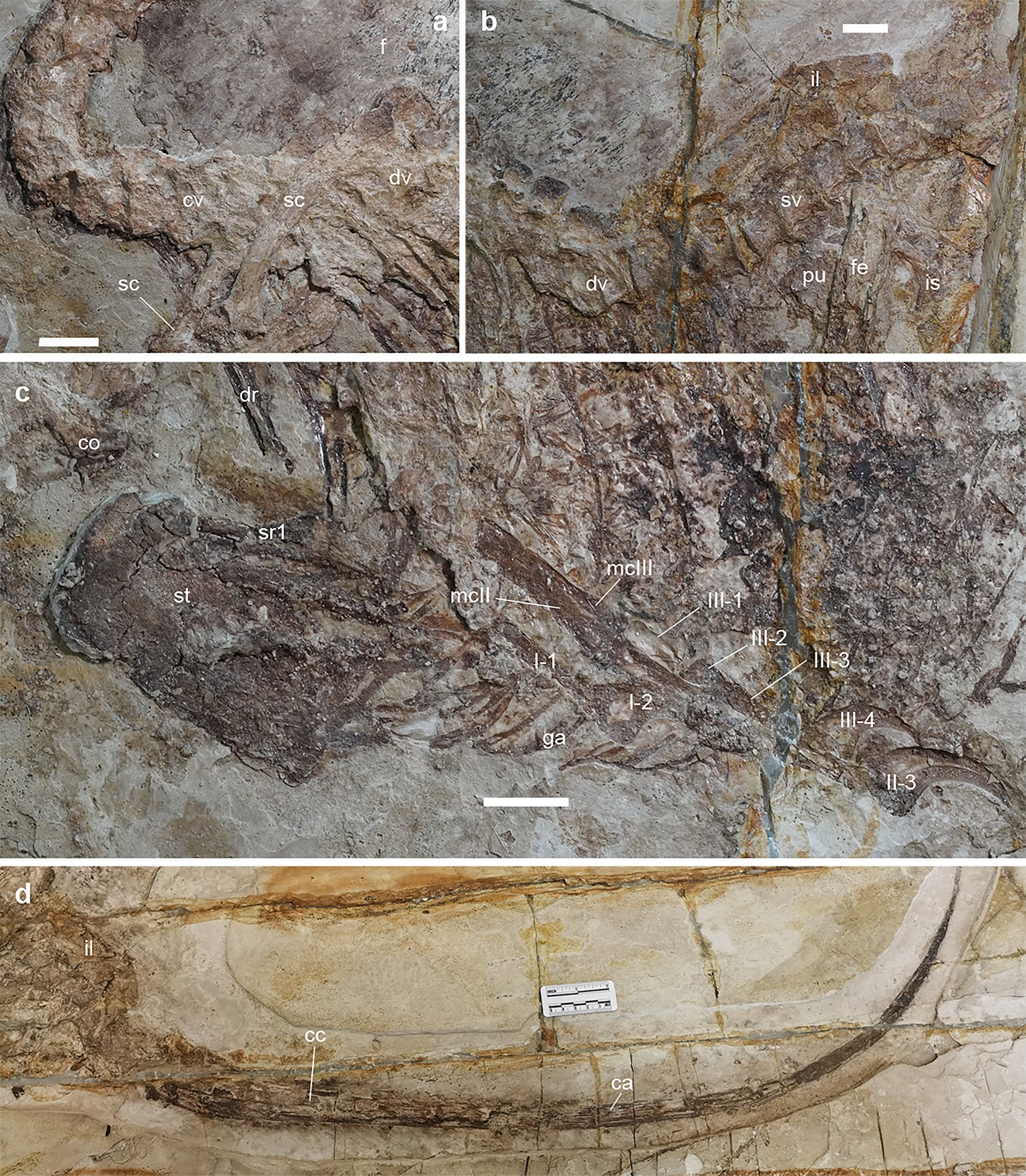
Details van de wervelkolom

De doornuitsteeksels van de voorste rug zijn rechthoekig en hellen sterk naar achteren. Op de achterste rug zijn ze vierkant en staan ze recht omhoog. Er zijn zes sacrale wervels. Hun vergroeiing wijst erop dat het om een volwassen exemplaar gaat. De staart is gevat in een caudotheca bestaande uit pezen en verlengde gewrichtsuitsteeksels, een afgeleid kenmerk.
Het schouderblad is naar boven gekromd. Het ravenbeksbeen wordt niet doorboord door een grote fenestra coracoidea. De borstbeenderen zijn tot een enkel centraal element versmolten dat groot en rechthoekig is. Er zijn vier paar sternale ribben. Het eerste paar is waaiervormig in plaats van lepelvormig als bij verwanten. Zulke ribben komen wel voor bij Avialae.
De arm is vrij kort met 60% van de lengte van de achterpoot. De deltopectorale kam van het opperarmbeen is matig ontwikkeld. De ellepijp is weinig gebogen. Dat alles  maakt het onwaarschijnlijk dat Daurlong kon zweven, zelfs niet als jong dier. Het spaakbeen is vrij dik met eenzelfde diameter als het eerste kootje van de eerste vinger. In de pols is het scapholunare robuust en aan het distale uiteinde verbonden met het semilunate dat de hele bovenzijde van het tweede middenhandsbeen. Anders dan bij Microraptorinae zijn het eerste middenhandsbeen en het eerste kootje samen langer dan het tweede middenhandsbeen. Het tweede kootje van de derde vinger is verkort. 
In het darmbeen is het voorblad langer dan het achterblad, net als bij vogels. Het schaambeen staat schuin naar achteren en eindigt in een hoge ronde voet. De processus obturatorius van het zitbeen staat in de midden van de voorrand.
Het dijbeen is met 91% van de lengte van het scheenbeen relatief groot voor een dier van slechts anderhalve meter lang. Het derde en vierde middenvoetsbeen zijn ongeveer even lang.

### Verenkleed
Pluimen zijn aanwezig op het achterste schedeldak, op de nek en rug, en langs de zijden van de staart. Daurolong behoort dus bewijsbaar tot de informele groep van de "gevederde dinosauriërs". De pluimen hebben de vorm van filamenten die aan hun bases verbonden zijn. Er zijn geen slagpennen zichtbaar op de armen en het is onzeker of die wel aanwezig waren. Er liggen echter wel korte penveren op de door verbeende pezen verstijfde delen van de staart. Deze staartveren zijn symmetrisch en lijken dus niet aangepast aan een vlucht. Ze maken naar achteren hellend een hoek van 15° tot 20° met lengterichting van de staart. Scanning electron microscopy met een rasterelektronenmicroscoop leverde geen pigmentdragende melanosomen op, zwarte organellen. Over de kleurtekening zijn dus geen gegevens beschikbaar.

### Weke delen

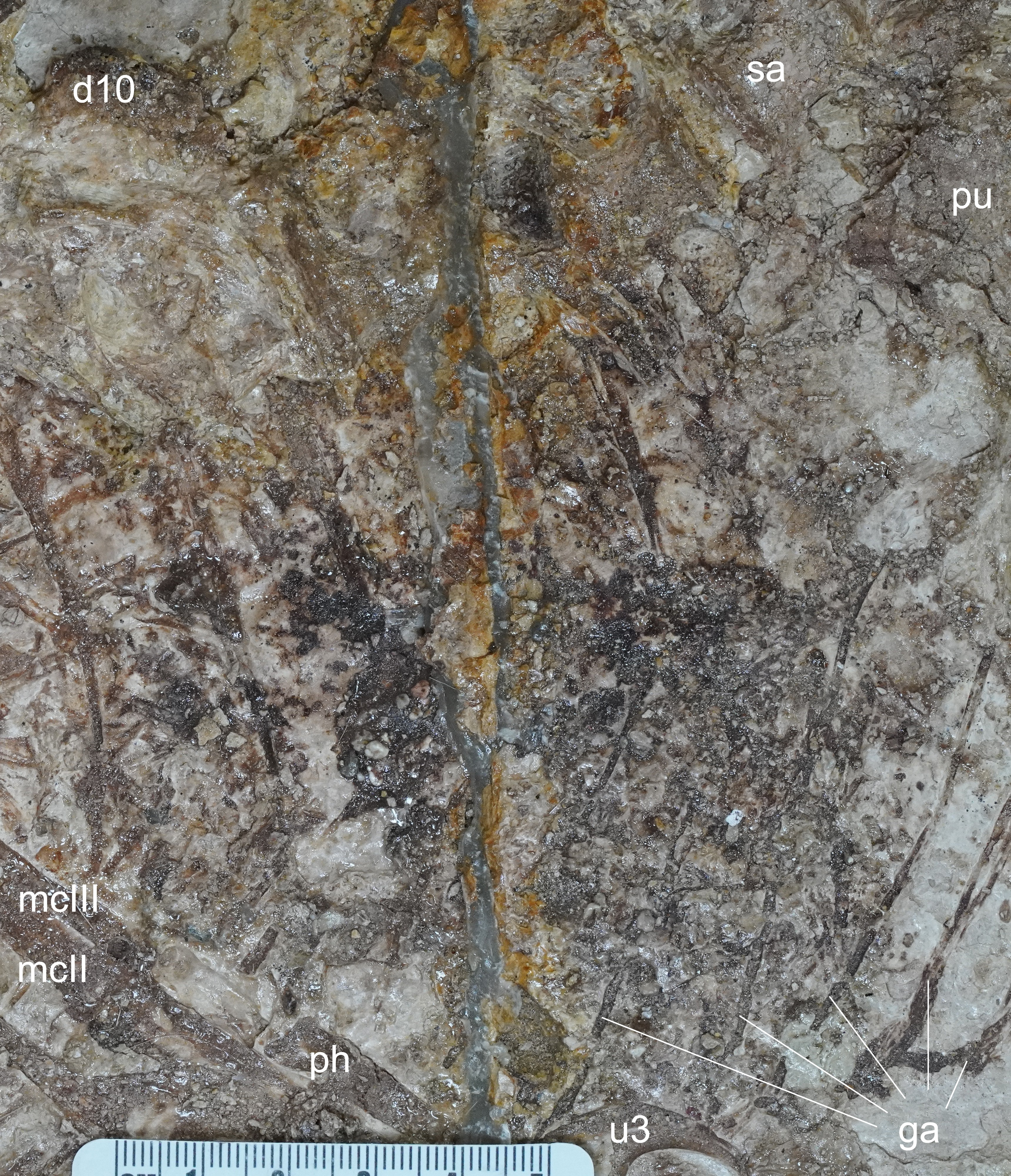
Het versteende darmkanaal

In het achterste deel van de buikholte is een laag zwartblauwe klei zichtbaar tussen de buikribben en de schaambeenderen. De voorrand van de laag ligt onder de negende ruggenwervel en loopt door over de bovenrand van de buikholte. De grootste hoogte wordt bereikt onder de tiende en elfde wervel doordat de laag daar dieper in de gastralia steekt. Daarachter is de laag alleen bovenaan aanwezig. De laag komt overeen met de darmen die gevonden zijn bij Scipionyx. Een overeenkomst is dat ook hier een "lege ruimte" te zien is tussen de laag en de schaambeenderen. 

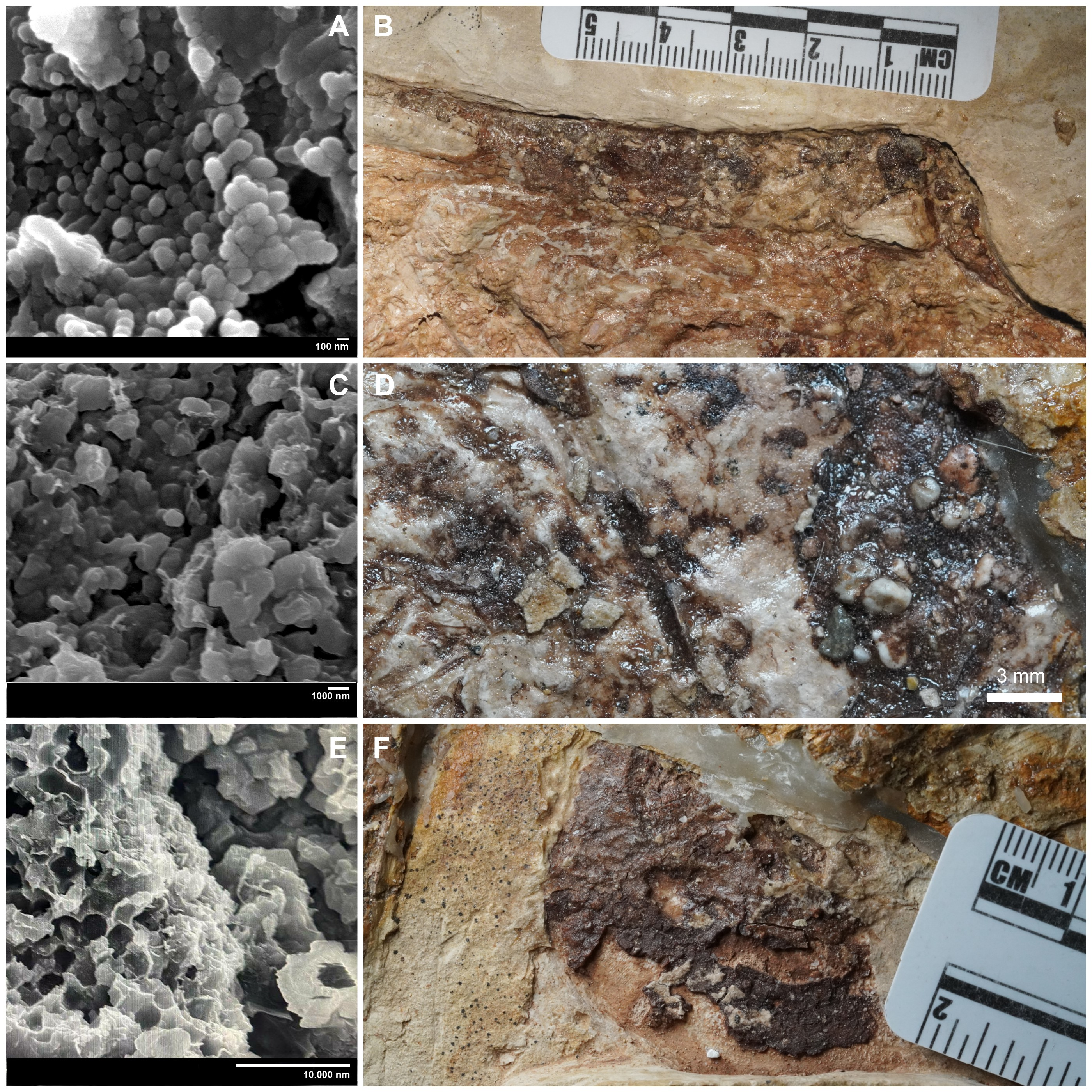
Details van het darmkanaal

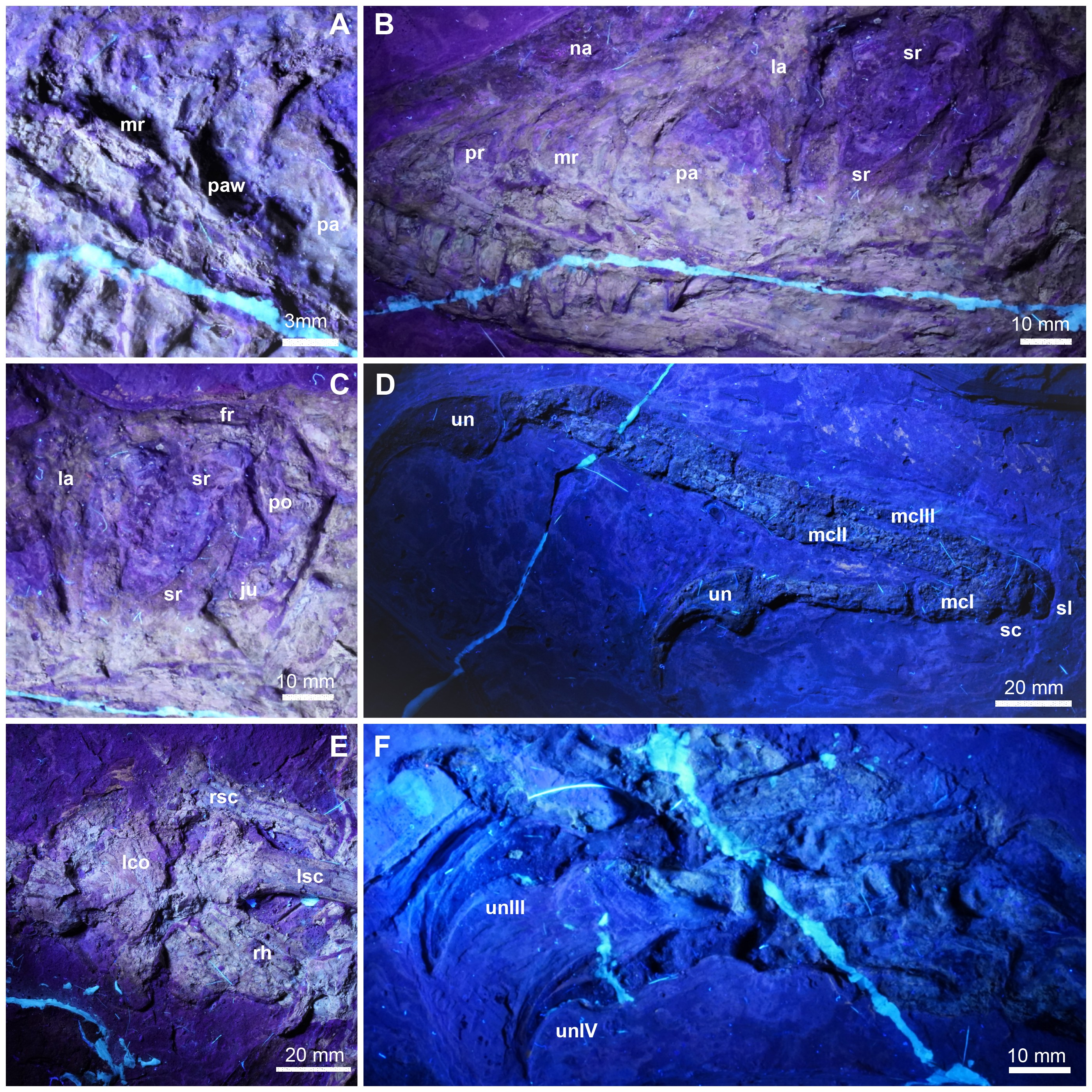
Uv-opnames

De laag bestaat uit een nauw aaneengesloten geheel van microkristallen met een diameter van een tot drie micron. Het gaat vermoedelijk om een mineralisering van omzettingsresten van bacteriën. Er zijn, anders dan bij Sipionyx geen resten aangetroffen van voedseldelen. Net als bij Scipionyx is er niets van de maag overgebleven. Dat werd geweten aan de uitwerking van het maagzuur.

## Fylogenie
Daurlong werd in de Dromaeosauridae geplaatst, in een relatief basale positie, als zustersoort van Zhenyuanlong.
Het volgende kladogram toont de positie van Daurlong in de evolutionaire stamboom volgens het beschrijvende artikel.
|  | Halszkaraptorinae |
|  |                   |
|  | Unenlagiinae      |
|  |                   |

|  | Tianyuraptor                                              |
|  |                                                           |
|  | \| \| Daurlong \| \| \| \| \| \| Zhenyuanlong \| \| \| \| |
|  |                                                           |
|  | Daurlong                                                  |
|  |                                                           |
|  | Zhenyuanlong                                              |
|  |                                                           |

|  | Daurlong     |
|  |              |
|  | Zhenyuanlong |
|  |              |

|  | Eudromaeosauria |
|  |                 |

|  | Tianyuraptor                                              |
|  |                                                           |
|  | \| \| Daurlong \| \| \| \| \| \| Zhenyuanlong \| \| \| \| |
|  |                                                           |
|  | Daurlong                                                  |
|  |                                                           |
|  | Zhenyuanlong                                              |
|  |                                                           |

|  | Daurlong     |
|  |              |
|  | Zhenyuanlong |
|  |              |

|  | Eudromaeosauria |
|  |                 |

|  | Tianyuraptor                                              |
|  |                                                           |
|  | \| \| Daurlong \| \| \| \| \| \| Zhenyuanlong \| \| \| \| |
|  |                                                           |
|  | Daurlong                                                  |
|  |                                                           |
|  | Zhenyuanlong                                              |
|  |                                                           |

|  | Daurlong     |
|  |              |
|  | Zhenyuanlong |
|  |              |

|  | Eudromaeosauria |
|  |                 |

|  | Tianyuraptor                                              |
|  |                                                           |
|  | \| \| Daurlong \| \| \| \| \| \| Zhenyuanlong \| \| \| \| |
|  |                                                           |
|  | Daurlong                                                  |
|  |                                                           |
|  | Zhenyuanlong                                              |
|  |                                                           |

|  | Daurlong     |
|  |              |
|  | Zhenyuanlong |
|  |              |

|  | Eudromaeosauria |
|  |                 |

|  | Tianyuraptor                                              |
|  |                                                           |
|  | \| \| Daurlong \| \| \| \| \| \| Zhenyuanlong \| \| \| \| |
|  |                                                           |
|  | Daurlong                                                  |
|  |                                                           |
|  | Zhenyuanlong                                              |
|  |                                                           |

|  | Daurlong     |
|  |              |
|  | Zhenyuanlong |
|  |              |

|  | Eudromaeosauria |
|  |                 |

|  | Tianyuraptor                                              |
|  |                                                           |
|  | \| \| Daurlong \| \| \| \| \| \| Zhenyuanlong \| \| \| \| |
|  |                                                           |
|  | Daurlong                                                  |
|  |                                                           |
|  | Zhenyuanlong                                              |
|  |                                                           |

|  | Daurlong     |
|  |              |
|  | Zhenyuanlong |
|  |              |

|  | Eudromaeosauria |
|  |                 |

|  | Tianyuraptor                                              |
|  |                                                           |
|  | \| \| Daurlong \| \| \| \| \| \| Zhenyuanlong \| \| \| \| |
|  |                                                           |
|  | Daurlong                                                  |
|  |                                                           |
|  | Zhenyuanlong                                              |
|  |                                                           |

|  | Daurlong     |
|  |              |
|  | Zhenyuanlong |
|  |              |

|  | Eudromaeosauria |
|  |                 |

|  | Tianyuraptor                                              |
|  |                                                           |
|  | \| \| Daurlong \| \| \| \| \| \| Zhenyuanlong \| \| \| \| |
|  |                                                           |
|  | Daurlong                                                  |
|  |                                                           |
|  | Zhenyuanlong                                              |
|  |                                                           |

|  | Daurlong     |
|  |              |
|  | Zhenyuanlong |
|  |              |

|  | Eudromaeosauria |
|  |                 |

|  | Halszkaraptorinae |
|  |                   |
|  | Unenlagiinae      |
|  |                   |

|  | Tianyuraptor                                              |
|  |                                                           |
|  | \| \| Daurlong \| \| \| \| \| \| Zhenyuanlong \| \| \| \| |
|  |                                                           |
|  | Daurlong                                                  |
|  |                                                           |
|  | Zhenyuanlong                                              |
|  |                                                           |

|  | Daurlong     |
|  |              |
|  | Zhenyuanlong |
|  |              |

|  | Eudromaeosauria |
|  |                 |

|  | Tianyuraptor                                              |
|  |                                                           |
|  | \| \| Daurlong \| \| \| \| \| \| Zhenyuanlong \| \| \| \| |
|  |                                                           |
|  | Daurlong                                                  |
|  |                                                           |
|  | Zhenyuanlong                                              |
|  |                                                           |

|  | Daurlong     |
|  |              |
|  | Zhenyuanlong |
|  |              |

|  | Eudromaeosauria |
|  |                 |

|  | Tianyuraptor                                              |
|  |                                                           |
|  | \| \| Daurlong \| \| \| \| \| \| Zhenyuanlong \| \| \| \| |
|  |                                                           |
|  | Daurlong                                                  |
|  |                                                           |
|  | Zhenyuanlong                                              |
|  |                                                           |

|  | Daurlong     |
|  |              |
|  | Zhenyuanlong |
|  |              |

|  | Eudromaeosauria |
|  |                 |

|  | Tianyuraptor                                              |
|  |                                                           |
|  | \| \| Daurlong \| \| \| \| \| \| Zhenyuanlong \| \| \| \| |
|  |                                                           |
|  | Daurlong                                                  |
|  |                                                           |
|  | Zhenyuanlong                                              |
|  |                                                           |

|  | Daurlong     |
|  |              |
|  | Zhenyuanlong |
|  |              |

|  | Eudromaeosauria |
|  |                 |

|  | Tianyuraptor                                              |
|  |                                                           |
|  | \| \| Daurlong \| \| \| \| \| \| Zhenyuanlong \| \| \| \| |
|  |                                                           |
|  | Daurlong                                                  |
|  |                                                           |
|  | Zhenyuanlong                                              |
|  |                                                           |

|  | Daurlong     |
|  |              |
|  | Zhenyuanlong |
|  |              |

|  | Eudromaeosauria |
|  |                 |

|  | Tianyuraptor                                              |
|  |                                                           |
|  | \| \| Daurlong \| \| \| \| \| \| Zhenyuanlong \| \| \| \| |
|  |                                                           |
|  | Daurlong                                                  |
|  |                                                           |
|  | Zhenyuanlong                                              |
|  |                                                           |

|  | Daurlong     |
|  |              |
|  | Zhenyuanlong |
|  |              |

|  | Eudromaeosauria |
|  |                 |

|  | Tianyuraptor                                              |
|  |                                                           |
|  | \| \| Daurlong \| \| \| \| \| \| Zhenyuanlong \| \| \| \| |
|  |                                                           |
|  | Daurlong                                                  |
|  |                                                           |
|  | Zhenyuanlong                                              |
|  |                                                           |

|  | Daurlong     |
|  |              |
|  | Zhenyuanlong |
|  |              |

|  | Eudromaeosauria |
|  |                 |

|  | Tianyuraptor                                              |
|  |                                                           |
|  | \| \| Daurlong \| \| \| \| \| \| Zhenyuanlong \| \| \| \| |
|  |                                                           |
|  | Daurlong                                                  |
|  |                                                           |
|  | Zhenyuanlong                                              |
|  |                                                           |

|  | Daurlong     |
|  |              |
|  | Zhenyuanlong |
|  |              |

|  | Eudromaeosauria |
|  |                 |